# Daiamyia discifera
Daiamyia discifera (лат.) — ископаемый вид двукрылых насекомых рода Daiamyia из семейства Boholdoyidae. Обнаружен в юрских отложениях России (Дая, Забайкалье, Россия, титонский ярус, Glushkovo Formation, около 150 млн лет).

## Описание
Мелкие двукрылые насекомые. Длина тела 2,2 мм, длина крыла — 1,7 мм. Тело компактное, ноги стройные. Голова поперечно-овальная, крупная. Глаза крупнофасеточные, относительно большие, отделены друг от друга. Переднегрудь слабо развита. Усики короткие (состоят из 11 сегментов), крылья длинные. Жужжальца с длинным стебельком. Средние ноги короче передних и задних. Жилка RS трёхветвистая.
Название рода Daiamyia происходит от двух слов: от названия реки Дая (притока реки Куренга, бассейн Шилки) и греческого слова myia, означающего муху.
Вид Daiamyia discifera был впервые описан в 1990 году советским палеоэнтомологом Владимиром Григорьевичем Ковалёвым (1942—1987; ПИН АН СССР, Москва) вместе с таксонами Boholdoya thoracica, Antefungivora zherichini, Bryanka antis, Mesopleciella lepida, Catotricha mesozoica, Lycoriomimodes atropos, Megarhyphus rectinervis и другими новыми ископаемыми видами. Сестринские таксоны: Boholdoya alata Kovalev 1985, Boholdoya thoracica Kovalev 1990. От близкого рода отличается поперечной головой и другим строением среднеспинки.